# 青木ななこ
青木 ななこ（あおき ななこ、1991年12月16日 - ）は、神奈川県出身の女優、タレント。かつての所属事務所はエー・サウス。かつては梅澤 菜奈子（うめざわ ななこ）の芸名で子役として活動していた。身長161cm、体重46kg、スリーサイズB78・W60・H86。特技はジャズダンスと乗馬。

## 出演

### 舞台
- ライオンキング - ヤングナラ[1]
- 森は生きている[1]
- 葉っぱのフレディ - クリス（2006年）[1]
- 新春「人生革命」、新春「滝沢革命」（2010年）[2]

### テレビ
- クニミツの政 - 麻里[1]
- ティンティンTOWN!
- 食卓SHOW
- ジュニアでGO!
- アイドルライヴ

### 映画
- SHINOBI-HEART UNDER BLADE-

### CM
- スパ・リゾートハワイアンズ
- かじのや
- 明治乳業
- ピュア
- ナガノトマト
- ダノンジャパン - ダノンビオ[2]